# UZ 14
Das Motorboot UZ 14 (UZ = U-Boot-Zerstörer, auch als UZ-Boote bezeichnet) war im Ersten Weltkrieg ein U-Bootjäger und Minenjäger der Kaiserlichen Marine. Es diente später beim Reichswasserschutz, dem Zoll, der SA und im Zweiten Weltkrieg als Hafenwachboot. 

## Geschichte
UZ 14 gehörte zu einer Klasse von 22 Motorbooten (U Z 1 bis U Z 22), die 1916–1919 speziell zur U-Jagd und zur Minenräumung in Dienst gestellt wurden. Aufgrund ihrer Größe konnten sie nur im Küstenbereich operieren; seefähig waren sie bis Windstärke 6. Über Einsätze ist bislang nichts bekannt. Die Boote wurden bei Friedrich Lürssen in Vegesack, der Naglo-Werft, der Havel-Werft Potsdam, bei H. Heidemann in Hamburg, der Rolandwerft in Hemelingen, Max Oertz in Hamburg, Abeking & Rasmussen in Lemwerder und C. Waap in Kiel-Heikendorf gebaut. 
UZ 14 wurde in die Reichsmarine übernommen, aber 1922 außer Dienst gestellt. 1924 wurde es als Reichswasserschutz-Polizeiboot Tilsit 19 in Dienst gestellt. Es diente ab 1927 beim Zoll in Flensburg als Nordmark. 1937 wurde es von der SA-Gruppe „Nordmark“ als Hansestadt Lübeck in Dienst gestellt. Ab 1940 diente es in der Hafenschutzflottille Westliche Ostsee bis 1945 unter den Kennungen DWo 41, Vs 141 und Vs 103. Das Endschicksal ist unbekannt.  
Die Schicksale der übrigen Boote sind weitgehend unbekannt, insbesondere, wenn sie später in Privatbesitz übergingen. Einige Boote dienten dem Alkoholschmuggel als Hassan Uetsch, Hassan Bir (rumänisch As de Pique, polnisch Gryf), Hassan Eekj und Geier.